# كليفلاند كافالييرز
كليفلاند كافالييرز (بالإنجليزية: Cleveland Cavaliers)‏ هو نادي كرة سلة من كليفلاند، أوهايو، الولايات المتحدة الأمريكية. تأسس عام 1970.

## ألوان الفريق
الذهبي، الأحمر الداكن، والأبيض.

## سجل بطولات الفريق
الدوري الأمريكي لكرة السلة للمحترفين (1): 2015-16
حقق فريق كليفلاند الدوري الأمريكي لكرة السلة للمحترفين عام 2016 بعد قلب النتيجة على قولدن ستيت واريورز 3-4

## وصلات خارجية
- الموقع الرسمي